# M. G. Finn
MG Finn (nacido el 23 de octubre de 1958) es un químico estadounidense y profesor del Instituto de Tecnología de Georgia .

## Primeros años de vida y educación
Finn nació en Atlantic City, Nueva Jersey, el 23 de octubre de 1958. Estudió Química en el Instituto Tecnológico de California mientras recibía una beca de Eastman Kodak  y realizaba investigaciones de licenciatura bajo la dirección del electroquímico Fred C. Anson.
Tras licenciarse en Ciencias en junio de 1980, Finn pasó el verano investigando en Eastman Kodak, en Rochester (Nueva York), antes de incorporarse ese otoño al grupo del futuro premio Nobel, Barry Sharpless, en el Instituto Tecnológico de Massachusetts, donde se doctoró en 1986 con su tesis "On the mechanism of titanium-tartrate catalyzed asymmetric epoxidation".

## Carrera
Tras doctorarse, Finn realizó una investigación posdoctoral durante dos años con James P. Collman en la Universidad de Stanford, antes de incorporarse al cuerpo docente de la Universidad de Virginia en 1988. En 1998 se trasladó al Instituto de Investigación Scripps (donde antes se había trasladado su antiguo supervisor de doctorado Barry Sharpless en 1990) y más tarde a Georgia Tech en 2013, donde actualmente ocupa la Cátedra Familiar James A. Carlos de Tecnología Pediátrica y es director científico del Centro de Tecnología Pediátrica de Children's healthcare of Atlanta.
La investigación de Finn se centra en el desarrollo de métodos para la síntesis de moléculas de importancia biológica, como las partículas funcionales similares a virus. Junto con Barry Sharpless y Hartmuth C. Kolb, acuñó el término "química de clic". También trabaja en el mecanismo y la optimización de la cicloadición azida-alquilo catalizada por cobre; en la síntesis dirigida de inhibidores enzimáticos y antivirales; en la bioconjugación y la ciencia de los materiales químicos; en la inmunología de los carbohidratos; y con nuevos métodos de desarrollo enzimático.
Su laboratorio trabaja con virus como bloques de construcción para el desarrollo selectivo de moléculas biológicamente activas.
Finn se convirtió en editor en jefe de ACS Combinatorial Science en 2010.
En 2013, Thomson Reuters sugirió que Finn podría ganar un premio Nobel por su trabajo pionero en la química click.

## Premios
- Premio Mentor Destacado del Instituto de Investigación Scripps 2011 [11][12]
- Premio de Investigación Humboldt 2012 [13]
- Premio académico Arthur C. Cope 2017 [14]